# شونکی هیگاشی
شونکی هیگاشی (انگلیسی: Shunki Higashi؛ زادهٔ ۲۸ ژوئیهٔ ۲۰۰۰) بازیکن فوتبال است.
از باشگاه‌هایی که در آن بازی کرده‌است می‌توان به باشگاه فوتبال سانفریس هیروشیما اشاره کرد.